# Viable System Model
Das Viable System Model (VSM; deutsch Modell lebensfähiger Systeme) wurde 1959 von Stafford Beer in seinem Buch Kybernetik und Management erstmals formuliert. Es dient als Referenzmodell zur Beschreibung, Diagnose und Gestaltung des Managements von Organisationen, das die Managementfunktionen auf jeder Organisationsebene erfasst, den Informationsfluss zwischen den Organisationsebenen darstellt und hilft, zielführende Fragen zu stellen.
Das VSM korreliert mit dem Paradigma des Systemdenkens, in der Elemente durch Relationen miteinander verbunden sind und sich gegenseitig beeinflussen.

## Das Gesetz der Lebensfähigkeit
Damit man bei einem System von lebensfähig reden kann, muss sich dieses System an äußere und innere Änderungen anpassen können. Es muss lernen wahrzunehmen, aus Veränderungen lernen, diese sinnvoll verwerten, sich selbstständig weiterzuentwickeln. Dabei darf es die eigene Identität nicht aufgeben.
S. Beer formuliert die Lebensfähigkeit wie folgt: Nicht Gewinnmaximierung, sondern Überleben muss das Ziel sein. Nicht die Führung von Menschen, sondern das Lenken bzw. Steuern und Regulieren ganzer Organisationen in ihrer Umwelt ist entscheidend. Nicht wenige Menschen managen, sondern alle müssen bestimmte Funktionen des Managements ausüben.
Anstelle alles zentral oder von einer Person aus zu managen, entstehen regelrechte Informationsnetzwerke, die echte Selbstorganisation ermöglichen, so dass jeder alles Nötige in seinem Bereich selbstständig erledigen und entscheiden kann. Beer hat mit dem Viable System Model Menschen, Instrumente und Aufgaben so organisiert, dass sich jeder auf die nötige Orientierung, Informationen und Perspektiven stützen kann.

## Grundaufbau

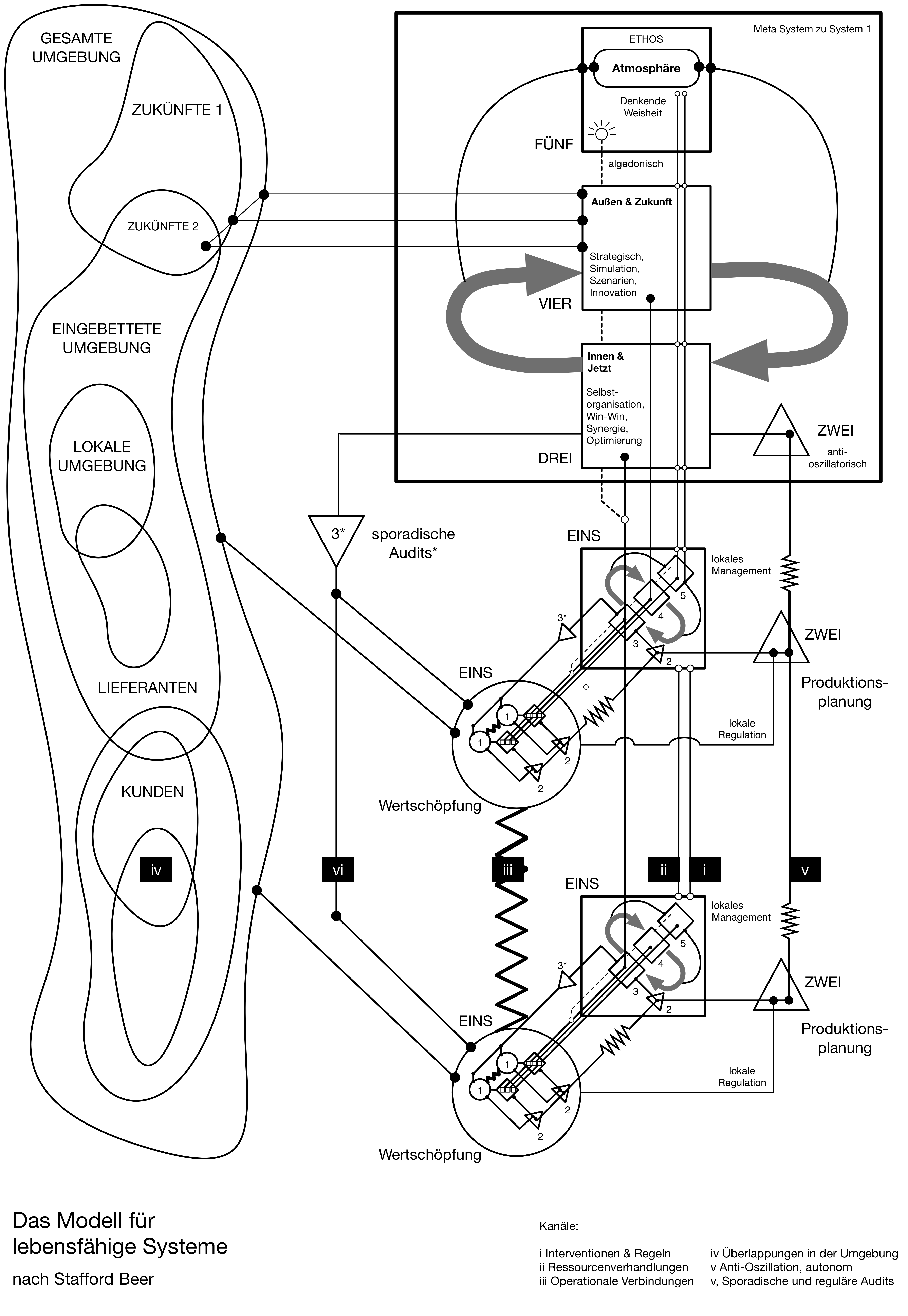
Beispielhafte Darstellung des Viable System Modells mit zwei operativen 1er Systemen.

Laut Beer kann jede Organisation, jeder Organismus mittels VSM abgebildet werden, VSM ist somit ein universell einsetzbares Rahmenkonzept. Der Einsatzschwerpunkt liegt allerdings im Bereich der Unternehmung; eine solche wird in fünf Subsysteme eines lebensfähigen Systems aufgeteilt:
- System 1: Produktion, die operativen Einheiten (Wertschöpfende Aktivitäten), diese Einheiten müssen für sich selbst lebensfähig sein.
- System 2: Koordination (der wertschöpfenden Systeme 1), Ort der Selbstorganisation der Systeme 1 untereinander.
- System 3: Optimierung, (Ressourcenverwendung im Hier und Jetzt), System 3*: Punktuelle, ergänzende Informationsbeschaffung zum Zustand der operativen Systeme (Audit).
- System 4: Zukunftsanalyse und -planung (Ressourcenplanung für Dort und Dann), die Welt der Optionen

Es beschäftigt sich mit der Zukunft und der Umwelt des Gesamtsystems. Dabei sind zwei Arten der Umwelt zu unterscheiden.
1. Die akzeptierte Umwelt des Systems (Die Umwelt des Gesamtsystems, die sozusagen zur Kenntnis genommen und aus der reaktives Verhalten abgeleitet wird, z. B. Bedrohungen & Risiken, Marktveränderungen etc.[4])
2. Die problematische Umwelt des Systems (Die Umwelt, die vom Gesamtsystem aktiv verändert und gestaltet werden soll, z. B. in der Innovationen angestrebt werden[4]).

System 4 weist gewisse Funktionen von Stäben auf, geht aber in Wirklichkeit weit über diese beratende Informationsverarbeitung hinaus, weshalb es sich auch direkt auf der Befehlsachse befindet. Typische Funktionen sind Forschung und Entwicklung, strategisches Marketing, Marktforschung, Strategiefindung, Unternehmensplanung, Marketing und Kommunikation, Mitarbeiterentwicklung usw. System Vier beschränkt sich idealerweise nicht nur mit der Beobachtung der Marktentwicklung, sondern versucht diese auch aktiv, durch umfangreiche Kommunikationsprozesse mit System drei, zu beeinflussen.
- System 5: Oberste Entscheidungseinheit (Grundsatzentscheidungen und Zusammenspiel von System 4 mit System 3), können sich System 3 und 4 nicht über einen gemeinsamen Kurs einigen, trifft System 5 die endgültige Entscheidung. Sollte System 5 die Entscheidung von System 3 und 4 befürworten, ist kein Eingriff vonnöten. Die Entscheidung lautet kein Eingriff. In einem System ist System 5 die oberste Entscheidungsebene mit den Hauptaufgaben logische Schlussfolgerungen zu treffen und Beobachtung von System 3 und 4.

Stafford Beer schrieb: „The purpose of a system is what it does. And what the viable system does is done by System One.“ – Den Zweck oder Nutzen eines Systems erkenne ich am System 1.
Auf jeder Organisationsebene sind die Systeme 3, 4 und 5 der Lenkungsebene (gleichbedeutend mit dem Verantwortungsbereich des Managements) zugeordnet, die hierarchisch darunter liegende Operationsebene besteht dann wieder aus einer Lenkungsebene mit den Systemen 3, 4 und 5 sowie einer nächstniederen Operationsebene. Das Viable System Model weist somit auf allen seinen Ebenen die gleiche Grundstruktur auf (Rekursion).
Das St. Galler Management-Modell ist in gewisser Hinsicht eine deutliche Vereinfachung des VSM, denn die funktionalen Systeme 3, 4 und 5 in der Lenkungsebene des VSM wurden als operatives, strategisches und normatives Management übernommen. Allerdings wurden dabei viele Details vernachlässigt, zum Beispiel das Monitoring und das Auditing als Aufgaben des System 3.

## Einsatz

### Chile
VSM wurde in der Praxis schon mehrfach eingesetzt, unter anderem auch auf Länderebene durch Chiles gewählten Präsidenten Salvador Allende. Im Projekt Cybersyn versuchte man die Zentralverwaltungswirtschaft in Echtzeit durch Computer zu kontrollieren. Die Wirtschaftsplanung in Echtzeit sollte die Finanzierung von Allendes ehrgeizigem Sozialprogramm sicherstellen.
Als im Putsch in Chile 1973 die Lastwagenfahrer streikten, soll Allende mit Hilfe von VSM in der Lage gewesen sein, die Versorgung des Landes mit allen wichtigen Gütern aufrechtzuerhalten. Genutzt wurde dafür vor allem die "Netzwerkebene", das Fernschreibernetz, nicht die steuernden VSM-Elemente.
Allendes Regierungszeit wurde durch die Infiltration der CIA in Chile, den Militärputsch von Augusto Pinochet und Allendes Suizid abrupt beendet, bevor die Wirksamkeit des VSM langfristig getestet werden konnte.

### Anarchistische Praxis
Thomas Swann (Loughborough University) nutzte das VSM für eine Fallstudie der Occupy-Bewegung, die zur Herleitung einer anarchistischen Kybernetik dienen solle.

## Weiterentwicklung
Der Ansatz des VSM wurde weiterentwickelt zu Management-Cockpits (Operationszentrale, Einsatzzentrale, …) mit Echtzeit-Informationen, Simulationsmodellen, Personen- und Projektdatenbanken sowie mit Datenbanken über getroffene Entscheidungen mitsamt den darin getätigten Annahmen und Erwartungen.